# Серебряков, Николай Евгеньевич
Никола́й Евге́ньевич Серебряко́в (1898—1977) — деятель культуры, театральный педагог, режиссёр. В 1930—1962 годах работал в Ленинградском театральном институте: декан актёрского факультета (1930—1941), доцент (1948), ректор (1941—1961). Заслуженный деятель искусств РСФСР (1957).
Будучи ректором сыграл значительную роль в сохранении института во время Блокады Ленинграда и в эвакуации.

## Биография
Родился в 1898 году.
В 1916—1918 учился на отделении живописи Академии Художеств, где одним из его преподавателей был К. С. Петров-Водкин.
С 1918 служил в Красной Армии, затем на агитационно-пропагандистской работе, был инструктором самодеятельности, актёром и режиссёром студии.
После Гражданской войны руководил театральным отделом Ленинградского областного Совета профсоюзов (ныне Театр на Литейном), лектором в Институте повышения квалификации работников искусств (ЛИПКРИ).
В 1927—1932 годах — научный сотрудник, секретарь, затем директор Ленинградского института истории искусств.
В 1935—1936 годах руководил театральным сектором Ленсовета, в 1936—1938 — Ленгосэстрадой.
С 1930 года — декан актёрского факультета в Ленинградском театральном институте.
В 1941—1961 годах — ректор Ленинградского театрального института. С 1948 года институту присвоено имя А. Н. Островского.
Одновременно преподавал на отделении музыкальной комедии музыкального училища имени Н. А. Римского-Корсакова при Ленинградской консерватории.
Умер в октябре 1977 года. Похоронен на Большеохтинском кладбище.

## Роль в сохранении института в годы Великой Отечественной войны
Начало ректорства Н. Е. Серебрякова пришлось на время Блокады Ленинграда в годы Великой Отечественной войны.
За I семестр 1941 года состав института на окопных работах провёл за три месяца 38 000 часов, дал 800 выступлений для бойцов Ленинградского фронта и 35 концертов детям блокадного города, собрал 300 кг цветных металлов, около 10 000 рублей собрано в Фонд обороны, при этом к зиме некоторые студенты от дистрофии не могли подняться по лестнице иначе как на четвереньках, однако, не унывая посвятили своему директору стихи на мотив песни «Всё хорошо, прекрасная маркиза».
Руководил эвакуацией института. Из блокадного Ленинграда около 150 студентов и 20 преподавателей с детьми выехали в январе 1942 года (перед этим, в канун Нового года Н. Е. Серебряков похоронил свою жену). Добирались через Кубань поездом, затем, из-за начавшегося там наступления немцев, на попутных машинах, а чаще пешком, через Северный Кавказ к побережью Каспия, и на пароме — в Среднюю Азию, но, поскольку помещения для института не нашлось ни в Алма-Ате ни в Ташкенте, разместились в Томске. В ходе организации работы института в эвакуации проявил организаторские способности, так, например, нашёл способ положить в госпиталь А. Л. Мадиевского, что помогло сохранить ему жизнь.

Об особой роли Николая Евгеньевича Серебрякова надо сказать. Николай Евгеньевич спас институт. Он был спасителем и организатором института.— Лидия Ивановна Григорьева

Он сделал всё. Он был нам родной отец. Ведь мы ещё до конца войны вернулись в Ленинград. «На родную Моховую мы пришли издалека…». Огромная заслуга его, огромная.— Дина Морисовна Шварц

Не будь его воли, оперативности, организаторского таланта, — не сохранить бы нам института, а может и самой жизни. Сейчас, спустя много лет, мы отчетливо понимаем, что не будь тогда Серебрякова, не сохранить бы нам институт, и неизвестно, как сложилась бы судьба каждого из нас.— Анна Семеновна Хаславская

## Преподаватель
Николай Евгеньевич простой, добрый, демократичный, мы у него, как дети, и он готов каждому помочь, каждого прикрыть своим отцовским крылом. Он умел создать атмосферу естественности и доверительности, и на репетиции в аудитории, и в коридорах института; подойдет к нему кто-нибудь из студентов с просьбой о чём-либо, он положит руку ему на плечо, обнимет, и весь внимание и доброта и обещание хорошего, прогуливается с ним, как с самым близким приятелем; да ещё трубкой с ароматным табаком попыхивает, тяжелый, такой грузноватый, добрый…— Народный артист РСФСР, лауреат двух Государственный премий СССР Юрий Иванович Каюров

## Творчество
Автор ряда статей.
Автор пьесы «Энтузиасты» (совместно с Е. Ф. Тарвид), экранизированной в 1934 году (фильм «Весенние дни» режиссёра Татьяны Лукашевич совместно с Рубеном Симоновым; фильм не сохранился).

## Семья
Сын — Николай Николаевич Серебряков (1928—2005) — режиссёр мультипликационных фильмов, Народный художник РФ (1996).

## Награды
- Медаль «За трудовую доблесть» (21 июня 1957) — в ознаменование 250-летия города Ленинграда и отмечая заслуги трудящихся города в развитии промышленности, науки и культуры[6].
- Заслуженный деятель искусств РСФСР (1957).